# 1686 De Sitter
1686 De Sitter (1935 SR1) là một tiểu hành tinh vành đai chính được phát hiện ngày 28 tháng 9 năm 1935 bởi Van Gent, H. ở Johannesburg (LS).